# Ploscă

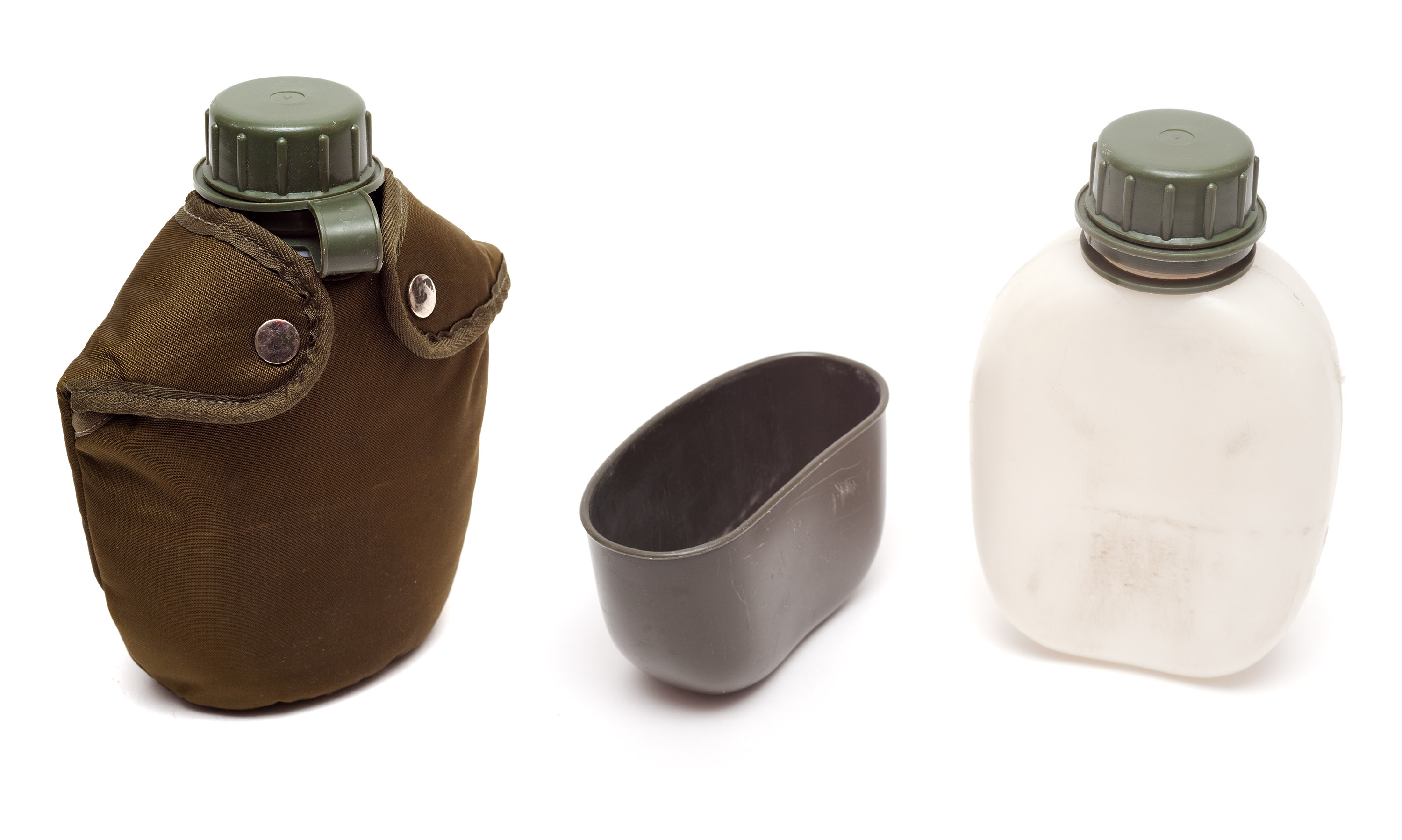
Ploscă militară austriacă

O ploscă este un recipient în care se păstrează băutură, reutilizabil, conceput pentru a fi folosit de drumeți, turiști, soldați, și muncitori la câmp la începutul anilor 1800. De obicei, este prevăzut cu o curea de umăr sau mijloace de fixare a acesteia de o curea și poate fi acoperit cu o pungă de pânză și căptușeală pentru a proteja recipientul și a izola conținutul. Dacă căptușeala este înmuiată cu apă, răcirea prin evaporare poate ajuta la păstrarea la rece a conținutului recipientului. 